# Tout sera comme avant
Pour les articles homonymes, voir Tout sera comme avant (homonymie).
Albums de Dominique A
Le Détour (compilation)
(2002) L'Horizon
(2006)
Tout sera comme avant est le sixième album studio de Dominique A sorti le 11 mars 2004 sur le label Labels. Il a été accompagné d'une édition limitée qui comporte en outre un disque bonus de neuf titres intitulé Tout n'est plus comme avant et un recueil de nouvelles du même nom (Tout sera comme avant). L'édition promotionnelle comporte un disque bonus de cinq titres issu d'un concours de remix du titre Dobranoc.

## Historique
Après la découverte, en 2002, de L'Imprudence d'Alain Bashung, Dominique A bouleverse sa façon de travailler. S'il écrit toujours les textes et la musique, il confie ses maquettes guitares/voix au collectif Gekko (le producteur Jean Lamoot, les musiciens Arnaud Devos et Jean-Louis Solans), au bassiste Simon Edwards et au batteur Martyn Barker, soit la majeure partie de l'équipe de L'Imprudence,. Les musiciens ont toute liberté pour faire ce qu'ils veulent des chansons à la seule condition de ne modifier ni la voix ni les lignes mélodiques. Ce travail d'orchestration, faisant appel à une section cordes d'un orchestre symphonique bulgare, donne aux chansons de Dominique A une tout autre ampleur. « (L)e songwriting de Dominique A s'est (...) affranchi des règles strictes de la chanson pour aborder des territoires autrement plus mouvants » dira Martin Cazenave dans Les Inrockuptibles. L'album sort en 2004 et sera salué par la critique.
En janvier 2012, l'album est réédité en double CD avec des titres rares et inédits sélectionnés par l’artiste.

## Liste des titres
Les paroles et musiques sont de Dominique A, sauf indications contraires.
| No  | Titre                                    | Compositeur(s)                     | Durée |
| --- | ---------------------------------------- | ---------------------------------- | ----- |
| 1.  | Tout sera comme avant                    |                                    |       |
| 2.  | Elle parle à des gens qui ne sont pas là |                                    |       |
| 3.  | Pendant que les enfants jouent           |                                    |       |
| 4.  | Dans les hommes                          |                                    |       |
| 5.  | Bowling                                  |                                    |       |
| 6.  | Mira                                     | Dominique Ané et Jean-Louis Solans |       |
| 7.  | Revenir au monde                         |                                    |       |
| 8.  | Le Fils d'un enfant                      |                                    |       |
| 9.  | Où sont les lions                        |                                    |       |
| 10. | L'Inuktitut                              |                                    |       |
| 11. | Le Départ des ombres                     |                                    |       |
| 12. | Dobranoc                                 |                                    |       |
| 13. | Les Clés                                 |                                    |       |
| 14. | La Retraite à Miami                      | Dominique Ané et Arnaud Devos      |       |
| 15. | Les Éoliennes                            |                                    |       |

### Dobranoc(édition promotionnelle)
| No | Titre                                         | Durée |
| -- | --------------------------------------------- | ----- |
| 1. | Dobranoc                                      |       |
| 2. | Dobranoc (remix par Santiago A. Calvo Ramos)  |       |
| 3. | Dobranoc (Dominique A Remix par Burzinski)    |       |
| 4. | Dobraknøck (Another Step) (remix par Stasola) |       |
| 5. | Dobranoc (remix par TORINO DJs)               |       |

### Disque 2 (réédition 2012)
| No  | Titre                                | Auteur               | Compositeur(s) | Durée |
| --- | ------------------------------------ | -------------------- | -------------- | ----- |
| 1.  | Mon camarade                         | Jean-Roger Caussimon | Léo Ferré      |       |
| 2.  | Rouges sous la lampe                 |                      |                |       |
| 3.  | La Plage où il y a la piscine        |                      |                |       |
| 4.  | Vu de l'arbre                        |                      |                |       |
| 5.  | Déçois-moi                           |                      |                |       |
| 6.  | Qu'est-ce qu'il y a ?                |                      |                |       |
| 7.  | Revenir au monde (version démo)      |                      |                |       |
| 8.  | Tout sera comme avant (version démo) |                      |                |       |
| 9.  | Les Éoliennes (version démo inédite) |                      |                |       |
| 10. | Tout n'est plus comme avant          |                      |                |       |
| 11. | Avant de revenir (instrumental)      |                      |                |       |
| 12. | Les lions attaquent (instrumental)   |                      |                |       |
| 13. | Ceux à qui elle parle (instrumental) |                      |                |       |

## Tout n'est plus comme avant
Tout n'est plus comme avant est un disque collector fourni avec l'édition limitée de Tout sera comme avant. Formant un disque original, les morceaux sont relativement expérimentaux et chacun d'eux répond à un titre de Tout sera comme avant, par exemple à Les lions attaquent répond Où sont les lions ?.
Tout comme Tout sera comme avant, ce long album est aussi une stratégie avouée de contournement du copy control (en) par l'auteur afin d'empêcher les majors d'installer ce verrou numérique que Dominique A juge « très punitif » envers les personnes qui continuent d'acheter la musique sur support physique, au moment où se développe massivement le téléchargement et les supports virtuels. Pour cela le dernier titre est volontairement très long afin de ne pas laisser de place pour installer le programme de contrôle.
L'édition limitée comporte en outre un recueil de nouvelles du même nom : Tout sera comme avant.
| No | Titre                                      | Durée |
| -- | ------------------------------------------ | ----- |
| 1. | Tout n'est plus comme avant                | 8:44  |
| 2. | Avant de revenir (instrumental)            | 7:23  |
| 3. | Les lions attaquent (instrumental)         | 5:40  |
| 4. | Ceux à qui elle parle (instrumental)       | 4:45  |
| 5. | Comment c'était, déjà?                     | 1:09  |
| 6. | Le Dernier Couché                          | 5:28  |
| 7. | L'Inuktidub                                | 3:38  |
| 8. | Elle n'arrête pas de parler (instrumental) | 9:14  |
| 9. | Les enfants attaquent                      | 28:23 |

## Musiciens ayant participé à l'album
- Dominique A : Chant, guitare acoustique et électrique
- Martyn Barker : batterie et percussions
- Arnaud Devos : piano, claviers, marimba
- Simon Edwards : basse électrique, contrebasse
- Jean Lamoot : Ukulele
- Jean-Louis Solans : guitares, basse, percussions
- Christine Ott : ondes martenot
- Section cordes de l'orchestre symphonique de Bulgarie, et premier violon Dorina Markova, dirigé par Deyan Pavlov

## Réception critique et du public
L'album atteint lors de sa sortie la 12e place du top 200 en France où il reste classé durant 13 semaines consécutives.

## Recueil de nouvelles
- Collectif, Tout sera comme avant, Verticales / Le Seuil, 2004
  - recueil collectif d'une quinzaine d'écrivains, qui s'inspirent chacun d'un titre de l'album pour en tirer une nouvelle. Parmi ces écrivains figurent Richard Morgiève, Olivier Adam, Brigitte Giraud, Arnaud Cathrine et Chloé Delaume.
  - Dominique A y participe également, avec l'écriture de la nouvelle « Le Départ des ombres ».